# Fwayo Tembo
Fwayo Tembo (Lusaka, Zambia, 2 de mayo de 1989), futbolista zambiano. Juega de volante y su actual equipo es el Étoile Sportive du Sahel de la Liga Profesional de Túnez.

## Selección nacional
Ha sido internacional con la Selección de fútbol de Zambia, ha jugado 4 partidos internacionales y ha anotado 1 gol.

### Participaciones en Copas del Mundo
| Mundial                               | Sede   | Resultado   |
| ------------------------------------- | ------ | ----------- |
| Copa Mundial de Fútbol Sub-20 de 2007 | Canadá | 8° de final |

## Clubes
| Club                     | País   | Año       |
| ------------------------ | ------ | --------- |
| National Assembly F.C.   | Zambia | 2006-2007 |
| Étoile Sahel             | Túnez  | 2008-2010 |
| FC Basel                 | Suiza  | 2010-2011 |
| Étoile Sportive du Sahel | Túnez  | 2012-     |

## Palmarés

### Campeonatos nacionales
| Título           | Club     | País  | Año  |
| ---------------- | -------- | ----- | ---- |
| Super Liga Suiza | FC Basel | Suiza | 2011 |